# 아트 오브 겟팅 바이
《아트 오브 겟팅 바이》(영어: The Art of Getting By)는 미국에서 제작된 2011년 로맨틱 코미디 드라마 영화이다. 개빈 위즌의 장편 영화 연출 데뷔작이다. 프레디 하이모어, 에마 로버츠, 마이클 앵거라노, 엘리자베스 리서 등이 출연하였고, 캐라 베이커 등이 제작에 참여하였다. 이 영화는 2011년 1월 23일 제27회 선댄스 영화제에서 홈워크(Homework)라는 제목으로 초연되었다.

## 출연
- 프레디 하이모어
- 에마 로버츠
- 마이클 앵거라노
- 엘리자베스 리서
- 샘 로바즈
- 잘래스 콘로이
- 앤 다우드
- 마커스 칼 프랭클린
- 사샤 스필버그
- 리타 윌슨
- 블레어 언더우드
- 얼리샤 실버스톤

## 기타 제작진
- 배역: 로라 로즌솔
- 세트: 매슈 W. 허셜